# Pimoa bomi
Pimoa bomi (лат.) — вид пимовых пауков рода Pimoa (Pimoidae). Название дано по месту нахождения (Bomi County).

## Распространене
Китай, Тибетский автономный район (округ Ньингчи, уезд Bomi County, Karlung Village, 30.04°N, 95.56°E, на высоте 3147 м).

## Описание
Мелкие пауки, длина тела около 8 мм. Карапакс самцов желтоватый с чёрными боковыми краями; грудная ямка и радиальные борозды отчётливые; стернум буроватый; брюшко чёрное с желтоватыми поперечными шевронами; ноги буроватые с чёрными кольцами, особенно отчетливыми на III и IV парах ног. Карапакс самок желтоватый с чёрными боковыми краями; грудная ямка и радиальные борозды отчетливые; стернум буроватый; брюшко чёрное с желтоватыми поперечными шевронами; ноги буроватые с чёрными кольцами. Сходен с видами P. gyara и P. nyingchi. Вид был впервые описан в 2021 году китайским арахнологами Xiaoqing Zhang и Shuqiang Li (Institute of Zoology, Chinese Academy of Sciences, Пекин, Китай) по материалам из Тибета.